# 阿历克塞二世
阿历克塞二世（希臘語：Αλέξιος Β' Κομνηνός，1169年9月14日—1183年9月）是1180年至1183年的拜占廷帝国皇帝。他是曼努埃尔一世与皇后安条克的玛丽的唯一后代，并且是安条克亲王普瓦捷的雷蒙的外孙。阿莱克修斯是曼努埃尔期待已久的男性继承人，并且被父亲命名为阿莱克修斯以完成AIMA预言。继承皇位时阿莱克修斯过于年幼，他仅做了3年被其母摄政的皇帝就被其堂叔安德洛尼卡一世篡位并杀害。

## 统治期间

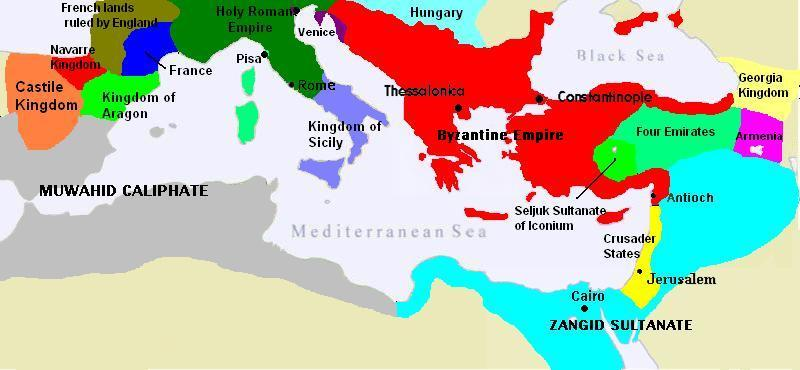
曼努埃尔一世去世前的拜占庭帝国及周边国家，1173年。

在曼努埃尔于1180年去世后，阿莱克修斯继承皇位。根据一些历史学家记述，阿莱克修斯的母亲，成为太后的玛丽先前已经以Xene名字成为修女，但她还是成为儿子的摄政者。玛丽把阿莱克修斯实际上排除出权力中心，却十分信任并把大量权力交给她儿子的堂哥也是她情人，拥有protosebastos头衔的阿莱克修斯·科穆宁。玛丽因迷恋情夫而忽视阿莱克修斯二世的教育，允许她年幼儿子把所有的时间都花在狩猎和参加战车比赛上。
在阿莱克修斯的统治期间，帝国遭到外来侵略，匈牙利国王贝拉三世在曼努埃尔去世后，根据其對克罗地亚继承权获得克罗地亚，但他在1181年从帝国夺取波斯尼亚和斯雷姆；同年威尼斯夺取达尔马提亚。1182年，罗姆苏丹基利杰·阿尔斯兰二世在科提埃乌姆战役击败帝国军队，夺取科提埃乌姆与索佐波利斯。
由于太后玛丽和她情人的能力有限、无力反击外来侵略，以及玛丽的拉丁人身份，使得她的摄政招致帝国内部贵族与民众普遍不满。皇帝朋友们包括他的同父异母姐姐玛丽亚·科穆宁娜试图组织一场反对太后与她的情人的政变。他们成功煽动君士坦丁堡市民在街上发动暴乱，但密谋者们与暴动的市民在1182年5月2日被击败，后来双方讲和，玛丽亚长公主夫妇被赦免。

## 安德洛尼卡一世的篡位与去世
1182年，曼努埃尔的堂兄弟也就是阿莱克修斯的堂叔伯，正隐退于本都的安德洛尼卡·科穆宁，接受了玛丽亚长公主的邀请加入了反对太后玛丽的行列并宣称皇位。安德洛尼卡拼凑起了一支部队向君士坦丁堡进军，其中甚至包括少部分穆斯林。安德洛尼卡几乎没有遇到任何抵抗就顺利进军到与君士坦丁堡隔海相望的加尔西顿，时任帝国海军总指挥并拥有大将军头衔的安德洛尼卡·康多提斯法诺斯叛变加入安德洛尼卡一方，这使得安德洛尼卡得以顺利渡过博斯普鲁斯海峡并进入君士坦丁堡。君士坦丁堡的市民们非常欢迎他的到来，并针对他们憎恶的拉丁人发动大屠杀，尤其是针对威尼斯人，而安德洛尼卡也任由大屠杀自由发展。安德洛尼卡推翻了玛丽皇太后的摄政政府后就软禁了太后并加紧对其的监禁，同时以叛国为借口处死了大量阿莱克修斯实际上和潜在的保护者与支持者，包括玛丽亚长公主与她的丈夫，拥有凯撒头衔的孟菲斯的雷尼埃等人。玛丽皇太后写信给妹夫匈牙利国王贝拉三世求助，被安德洛尼卡的手下截获，她遂被以叛国罪为由投入监狱。但他以阿莱克修斯的新保护者自居允许阿莱克修斯仍然作为皇帝，虽然他拒绝允许阿莱克修斯在公共事务上有任何发声。
随后安德洛尼卡以自己组建的法庭判处玛丽皇太后叛国罪成立应当处死，阿莱克修斯被迫在1183年下令处决自己的亲生母后，9月宣布任命安德洛尼卡为共治皇帝，安德洛尼卡在支持他的群众前于Christ of the Chalkè教堂前的阶梯上正式加冕。并且在大约1个月后即1183年10月，安德洛尼卡便以“二帝共制对帝国有害”为借口，命令几个贵族用弓弦勒死了阿莱克修斯。

## 家庭
1180年时即将去世的曼努埃尔与同样即将去世的法国国王路易七世为他们的子女，11岁的阿莱克修斯与9岁的法兰西的阿格尼斯定下婚约，但并无确切证据证明两人是否举行过结婚仪式。

## 流行文化
希腊作家Kostas Kyriazis的出版于1980年的历史小说《法兰西的阿格尼斯》中阿莱克修斯作为小说人物出现。这部小说通过阿格尼斯的视角描述了曼努埃尔一世、阿莱克修斯二世、安德洛尼卡一世统治期间的拜占庭发生的事件。

## 註腳
1. ↑  An alternative date of birth occasionally given is 1168 (van Dieten 1975，第169頁), based on William of Tyre's statement that Alexios was 13 in 1180. For discussion, concluding that 14 September 1169 is correct, see (Wirth 1956); (Magoulias 1984，第383頁).
2. ↑  J. W. Sedlar, East Central Europe in the Middle Ages, 372
3. 1 2 3   此句或之前多句包含来自公有领域出版物的文本: Bury, John Bagnell. . Chisholm, Hugh  (编).  1 (第11版). London: Cambridge University Press: 577. 1911.
4. ↑  
  - Ibn Jubayr p. 355 Broadhurst (Turks and Arabs);[需要完整来源]
  - William of Tyre, Historia Transmarina 22.11 (innumeras Barbararum nationum secum trahens copias);[需要完整来源]
  - Walter Map, De Nugis Curialium 2.18 (Turks).[需要完整来源]
5. ↑  Angold 1997，第267頁.
6. ↑  Harris, Jonathan (2006). Byzantium and the Crusades, ISBN 978-1-85285-501-7, pp. 111-112

## 资料来源
- Harris, Jonathan, Byzantium and the Crusades, Bloomsbury, 2nd ed., 2014. ISBN 978-1-78093-767-0
- Oxford Dictionary of Byzantium
- Magdalino, Paul, , 1993
- Magoulias, Harry J., translator, , Detroit: Wayne State University Press, 1984, ISBN 0-8143-1764-2
- van Dieten, J. L., editor, , Berlin: De Gruyter, 1975
- Wirth, Peter, , Byzantinische Zeitschrift, 1956, 49: 65–67, doi:10.1515/byzs.1956.49.1.65
- Plate, William, , 威廉·史密斯  (编),  1, Boston: Little, Brown and Company: 130, 1867  [2017-08-11], （原始内容存档于2021-04-27）
- Varzos, Konstantinos.   [The Genealogy of the Komnenoi]. Thessaloniki: Byzantine Research Centre. 1984 （希腊语）., Vols. A1, A2 & B